# Якоб Ернст фон Хорнщайн-Грюнинген
Якоб Ернст фон Хорнщайн-Грюнинген (на немски: Jakob Ernst von Hornstein zu Grüningen; * 1514 в Грюнинген; † 27 ноември 1580 в Грюнинген) е благородник от стария швабски род фон Хорнщайн от Бинген в Зигмаринген, господар на Грюнинген в Баден-Вюртемберг.
Той е син на Георг II фон Хорнщайн и съпругата му Сибила Цобел фон Гибелщат. Внук е на Георг I фон Хорнщайн, наричан фон Хертенщайн († 1498) и Аделхайд фон Зулметинген († 1496). Правнук е на Брун III фон Хертенщайн и Анна Раунз фон Фишен.
От 1311 г. до днес фамилията притежава дворец Грюнинген.

## Фамилия
Якоб Ернст фон Хорнщайн-Грюнинген се жени на 1 февруари 1539 г. за Фелицитас Ренер фон Алмендинген (* 1518; † 22 май 1553, Грюнинген), дъщеря на Бернхард Ренер фон Алмендинген и Фелицитас Менхардт. Те имат децата:
- Балтазар фон Хорнщайн (* 1540, Грюнинген; † 11 януари 1620, Грюнинген, погребан във Вайтердинген), женен 1568 г. за Мария Клеофа фон Щофелн († 17 май 1611, Хоен-Щофелн); имат син
- Ханс Кристоф фон Хорнщайн-Грюнинген (* 1541; † 16 юли 1606, Прага), неженен
- Мария фон Хорнщайн (* 1548, Щауфен; † 1635, Гьофинген), омъжена на 23 юли 1574 г. за Кристоф Херман фон Хорнщайн-Гьофинген (* 1540; † 16 март 1625, Гьофинген); имат син